# 공작창

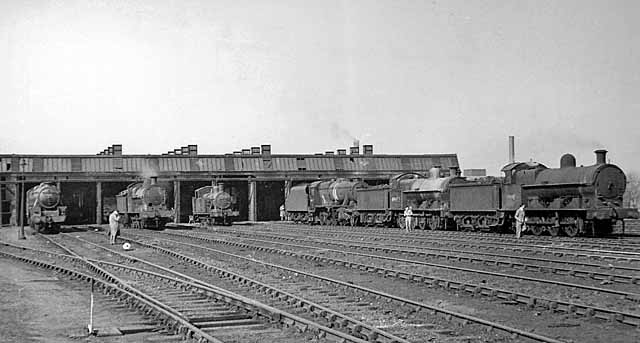

공작창(工作廠)은 철도 차량 등 철도 용품의 제조, 수리를 담당하는 기관이다. 철도 차량 정비창이라고도 부른다.

## 같이 보기
- 버스 차고지
- 차량기지